# Tamazula de Gordiano
Tamazula de Gordiano est une municipalité de l'état de Jalisco au Mexique. En 2010, la ville comptait 37 986 habitants.